# Австралія на зимових Олімпійських іграх 2002
Австралія брала участь у Зимових Олімпійських іграх 2002 року в Солт-Лейк-Сіті (США) в п'ятнадцятий раз за свою історію, і завоювала дві золоті медалі. Збірну країни представляли 12 жінок.

## Золото
- фристайл, жінки  — Аліса Кемплін.
- Шорт-трек, чоловіки, 1000 метрів  — Стівен Бредбері.